# Cryptantha
Cryptantha es un género de plantas aéreas de la familia Boraginaceae.  Comprende 305 especies descritas y de estas, solo 177 aceptadas.

## Descripción
Son hierbas anuales o perennes por lo general recubiertas de pelos y teniendo  redondeadas corolas de flores que son casi siempre blancas, pero son de color amarillo en unas pocas especies.  Varios caracteres morfológicos  se utilizan para distinguir las especies una de otra, pero el más definitivo es la forma de la núcula, que varía en forma, tamaño, color, y el patrón de unión.

## Taxonomía
El género fue descrito por Lehm. ex G.Don y publicado en A General History of the Dichlamydeous Plants 4: 373. 1837.

## Especies
- Cryptantha abata: Abata Cryptantha, Dent-nut Catseye, Dentnut Cryptantha.
- Cryptantha affinis: Slender Catseye, Common Cryptantha, Quill Cryptantha.
- Cryptantha albida: New Mexico Catseye, New Mexico Cryptantha.
- Cryptantha alpicola
- Cryptantha ambigua : Basin Cryptantha, Obscure Cryptanthra, Wilke's Cryptantha.[4]

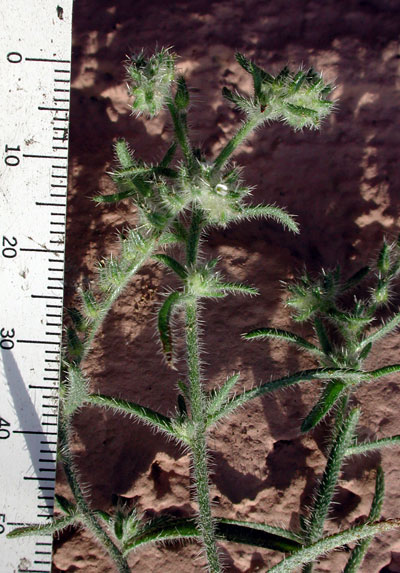
Bristlelobe Cryptantha
Cryptantha angustifolia.

- Cryptantha angustifolia : Bristlelobe Cryptantha, Narrowleaf Pick-me-not, Panamint Catseye, Panamint Cryptantha, Narrow-leaved Cryptantha, Narrow-Leaved Popcorn Flower.
- Cryptantha aperta : Grand Junction Cryptantha.
- Cryptantha atwoodii : Atwood Catseye, Atwood's Cryptantha.
- Cryptantha bakeri : Baker Catseye, Baker's Catseye, Baker's Cryptantha.
- Cryptantha barbigera : Bearded Catseye, Bearded Cryptantha.
- Cryptantha barnebyi : Oilshale Cryptantha.
- Cryptantha breviflora : Uintabasin Cryptantha.
- Cryptantha caespitosa : Tufted Cryptantha.
- Cryptantha cana : Mountain Cryptantha.
- Cryptantha capitata : Capitate Catseye, Capitate Cryptantha.
- Cryptantha celosioides : Butte candle, Miner's candle, Cockscomb Catseye.
- Cryptantha cinerea : Bownut Cryptantha, James Catseye, James' Catseye, James' Cryptantha.
  - Cryptantha cinerea var. abortiva
  - Cryptantha cinerea var. arenicola
  - Cryptantha cinerea var. cinerea
  - Cryptantha cinerea var. jamesii
  - Cryptantha cinerea var. laxa
  - Cryptantha cinerea var. pustulosa
- Cryptantha circumscissa :  Cushion Catseye, Cushion Cryptantha, Matted Cryptantha.
  - Cryptantha circumscissa var. circumscissa
  - Cryptantha circumscissa var. hispida
  - Cryptantha circumscissa var. rosulata
- Cryptantha clevelandii : Cleveland's Cryptantha.
  - Cryptantha clevelandii var. clevelandii
  - Cryptantha clevelandii var. dissita
  - Cryptantha clevelandii var. florosa
- Cryptantha clokeyi : Clokey's Cryptantha
- Cryptantha compacta : Compact Cryptantha

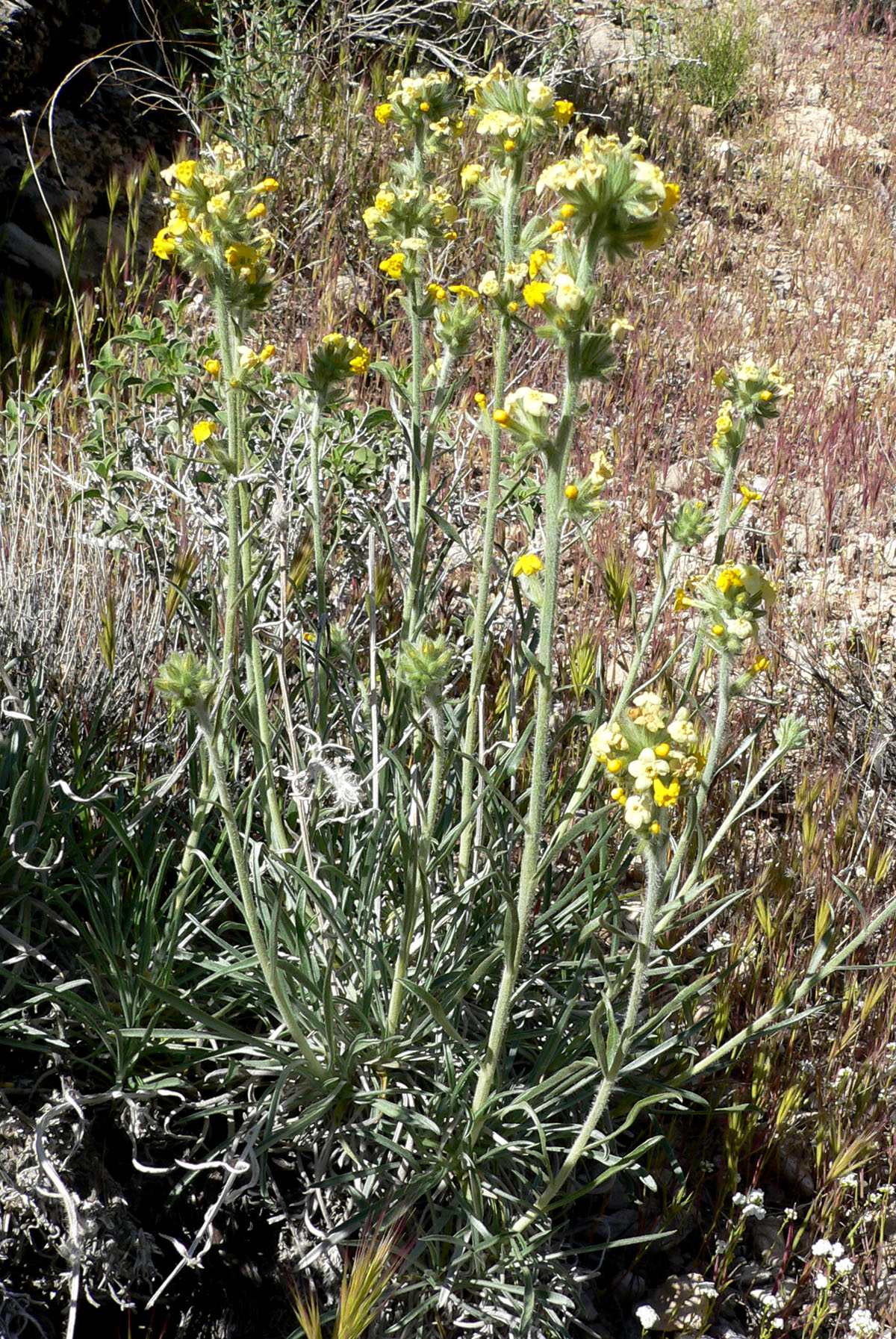
Roundleaf Cryptantha
Cryptantha confertiflora.

- Cryptantha confertiflora :  Basin Yellow Catseye, Basin Yellow Cryptantha, Roundleaf Cryptantha
- Cryptantha corollata : Coastrange Cryptantha.
- Cryptantha costata : Ribbed Catseye, Ribbed Cryptantha.
- Cryptantha crassipes :  Terlingua Creek cats-eye, Terlingua Creek Cryptantha.
- Cryptantha crassisepala :  Deertongue, Thick-sepal Catseye, Thicksepal Cryptanth, Thicksepal Cryptantha.
  - Cryptantha crassisepala var. crassisepala
  - Cryptantha crassisepala var. elachantha
- Cryptantha creutzfeldtii : Creutzfeldt's Cryptantha.
- Cryptantha crinita : Sacramento Cryptantha.
- Cryptantha crymophila : Subalpine Cryptantha.
- Cryptantha decipiens :  Gravel Cryptantha, Gravel-bar Catseye, Gravelbar Cryptantha.
- Cryptantha dumetorum : Bush-loving Catseye, Bushloving Cryptantha.
- Cryptantha echinella :  Hedgehog Cryptantha, Prickly Cryptantha.
- Cryptantha elata : Cliffdweller's Cryptantha
- Cryptantha excavata :  Deepscar Cryptantha
- Cryptantha fendleri : Fendlers Cryptantha, Sand-Dune Catseye, Sanddune Catseye, Sanddune Cryptantha.
- Cryptantha flaccida :  Weakstem Cryptantha.
- Cryptantha flava : Brenda's Yellow Catseye, Brenda's Yellow Cryptantha, Plateau Yellow Catseye.
- Cryptantha flavoculata :  Rough-seed Catseye, Roughseed Catseye, Roughseed Cryptantha.
- Cryptantha foliosa
- Cryptantha fulvocanescens:  Tawny Catseye, Tawny Cryptantha.
  - Cryptantha fulvocanescens var. fulvocanescens
  - Cryptantha fulvocanescens var. nitida
- Cryptantha ganderi : Gander's Cryptantha.
- Cryptantha glomeriflora : Truckee Cryptantha.
- Cryptantha gracilis :  Narrowstem Catseye, Narrowstem Cryptantha, Narrowstem Pick-me-not.
- Cryptantha grahamii : Fragrant Cryptantha.
- Cryptantha hispidula : Napa Cryptantha.
- Cryptantha hoffmannii : Hoffmann's Cryptantha.
- Cryptantha holoptera : Winged Catseye, Winged Cryptantha.
- Cryptantha hooveri : Hoover's Cryptantha.
- Cryptantha humilis : Round-spike Catseye, Roundspike Cryptantha.
- Cryptantha incana : Tulare Cryptantha.
- Cryptantha insolita : LasVegas Cryptantha.
- Cryptantha intermedia : Clearwater Catseye, Clearwater Cryptantha, Common Cryptantha.
- Cryptantha interrupta : Elko Cryptantha.
- Cryptantha jamesi
- Cryptantha johnstonii : Johnston's Cryptantha.
- Cryptantha jonesiana : San Rafael Cryptantha.
- Cryptantha kelseyana : Kelsey's Cryptantha.
- Cryptantha leiocarpa : Coastal Cryptantha.
- Cryptantha leucophaea : Gray Cryptantha.
- Cryptantha longiflora : Longflower Cryptantha.
- Cryptantha mariposae : Mariposa Cryptantha.
- Cryptantha maritima : Guadalupe Catseye, Guadalupe Cryptantha.
  - Cryptantha maritima var. cedrosensis
  - Cryptantha maritima var. maritima
  - Cryptantha maritima var. pilosa
- Cryptantha mensana : Southwestern Cryptantha.
- Cryptantha mexicana : Mexican Catseye, Mexican Cryptantha.
- Cryptantha micrantha : Purpleroot Pick-me-not, Redroot Catseye, Redroot Cryptantha.
  - Cryptantha micrantha var. lepida
  - Cryptantha micrantha var. micrantha
- Cryptantha micromeres : Pygmyflower Cryptantha.
- Cryptantha microstachys : Tejon Cryptantha.
- Cryptantha milobakeri : Milo Baker's Cryptantha.
- Cryptantha minima : Little Catseye, Little Cryptantha, Small Cryptantha.
- Cryptantha mirabunda : Wonderful Catseye, Wonderful Cryptantha.
- Cryptantha mohavensis : Mojave Cryptantha.
- Cryptantha muricata : Pointed Catseye, Pointed Cryptantha, Prickly Cryptantha.
  - Cryptantha muricata var. denticulata
  - Cryptantha muricata var. jonesii : Jones' Catseye, Jones' Cryptantha.
  - Cryptantha muricata var. muricata
- Cryptantha nemaclada : Colusa Cryptantha.
- Cryptantha nevadensis : Nevada Catseye, Nevada Cryptantha.
  - Cryptantha nevadensis var. nevadensis
  - Cryptantha nevadensis var. rigida
- Cryptantha nubigena : Sierra Cryptantha.
- Cryptantha oblata : Rough Catseye, Rough Cryptantha.
- Cryptantha ochroleuca : Yellowwhite Cryptantha.
- Cryptantha osterhoutii : Osterhout's Catseye, Osterhout's Cryptantha.
- Cryptantha oxygona : Sharpnut Cryptantha, Sharpseed Cryptantha.
- Cryptantha palmeri : Palmer's Catseye, Palmer's Cryptantha.
- Cryptantha paradoxa : Handsome Catseye, Handsome Cryptantha.
- Cryptantha patula
- Cryptantha paysonii : Payson's Catseye, Payson's Cryptantha.
- Cryptantha propria : Malheur Cryptantha.
- Cryptantha pterocarya : Winged Pick-me-not, Wingnut Catseye, Wingnut Cryptantha.
  - Cryptantha pterocarya var. cycloptera
  - Cryptantha pterocarya var. pterocarya
  - Cryptantha pterocarya var. stenoloba
- Cryptantha pusilla : Low Catseye, Low Cryptantha.
- Cryptantha racemosa : Brushy Cryptantha, Bushy Cryptantha, Forget-me-not Cryptantha.
- Cryptantha rattanii : Rattan's Cryptantha.
- Cryptantha recurvata :  Curvednut Cryptantha, Curvenut Catseye, Curvenut Cryptantha.
- Cryptantha rollinsii : Rollins' Cryptantha.
- Cryptantha roosiorum : Bristlecone Cryptantha.
- Cryptantha rostelata : Beaked Catseye.
- Cryptantha rugulosa : Wrinkled Cryptantha.
- Cryptantha salmonensis : Salmon River Cryptantha.
- Cryptantha scoparia : Desert Cryptantha, Pinyon Desert Cryptantha.
- Cryptantha semiglabra : Smooth Catseye, Smooth Cryptantha.
- Cryptantha sericea : Silky Cryptantha.
- Cryptantha setosissima : Bristly Catseye, Bristly Cryptantha.
- Cryptantha shacklettiana : Shacklett's Cryptantha.
- Cryptantha similis : Desert Cryptantha.
- Cryptantha simulans : Pine Cryptantha, Pinewoods Cryptantha.
- Cryptantha sobolifera : Waterton Lakes Cryptantha.
- Cryptantha sparsiflora : Slender Cryptantha.
- Cryptantha spiculifera : Snake River Cryptantha.
- Cryptantha stricta : Yampa River Cryptantha.
- Cryptantha subcapitata : Wallowa Cryptantha.
- Cryptantha tenuis : Canyon Catseye, Canyon Cryptantha.
- Cryptantha texana
- Cryptantha thompsonii : Thompson's Cryptantha.
- Cryptantha thyrsiflora : Calcareous Catseye, Calcareous Cryptantha.
- Cryptantha torreyana : Torrey's Catseye, Torrey's Cryptantha.
- Cryptantha traskiae : Trask's Cryptantha.
- Cryptantha tumulosa : Mojave Cryptantha, New York Mountain Cryptantha.
- Cryptantha utahensis : Scented Catseye, Scented Cryptantha, Utah Cryptantha.
- Cryptantha virgata : Miner's candle.
- Cryptantha virginensis : Virgin River Catseye, Virgin River Cryptantha, Virgin Valley Cryptantha.
- Cryptantha watsonii : Watson's Cryptantha.
- Cryptantha weberi : Weber's Cryptantha.
- Cryptantha welshii : Welsh's Cryptantha, White River Cryptantha.
- Cryptantha wetherillii : Wetherill's Cryptantha.